# Bijou
Bijou (IPA: [biˈʒu], anhörenⓘ; Plural: Bijoux [biˈʒu]) ist eine französische, aber auch in der deutschsprachigen Schweiz übliche Bezeichnung für ein Kleinod, eine Kostbarkeit, ein Juwel, ein Schmuckstück oder eine Besonderheit. In Bezug auf Menschen entspricht es dem Kosewort „Schatz“.

## Freimaurerei
In der freimaurerischen Terminologie bezeichnet Bijou ein meist aufwendig gearbeitetes Logenabzeichen. Vermutet wird eine Verbindung zu den militärischen Abzeichen (siehe auch: Feldloge) oder sonstigen Paraphernalien einer Berufsgruppe.

### Bijoux von Freimaurerlogen der Großloge AFAM

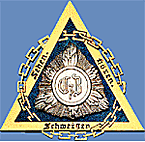
Freimaurerloge Constantia zur Zuversicht i.Or. Konstanz
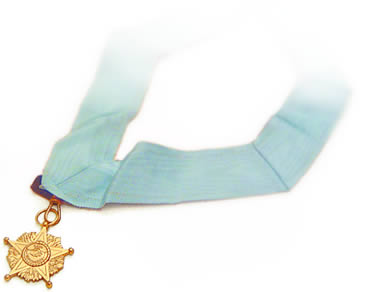
Freimaurerloge Carl zur Eintracht i.Or. Mannheim
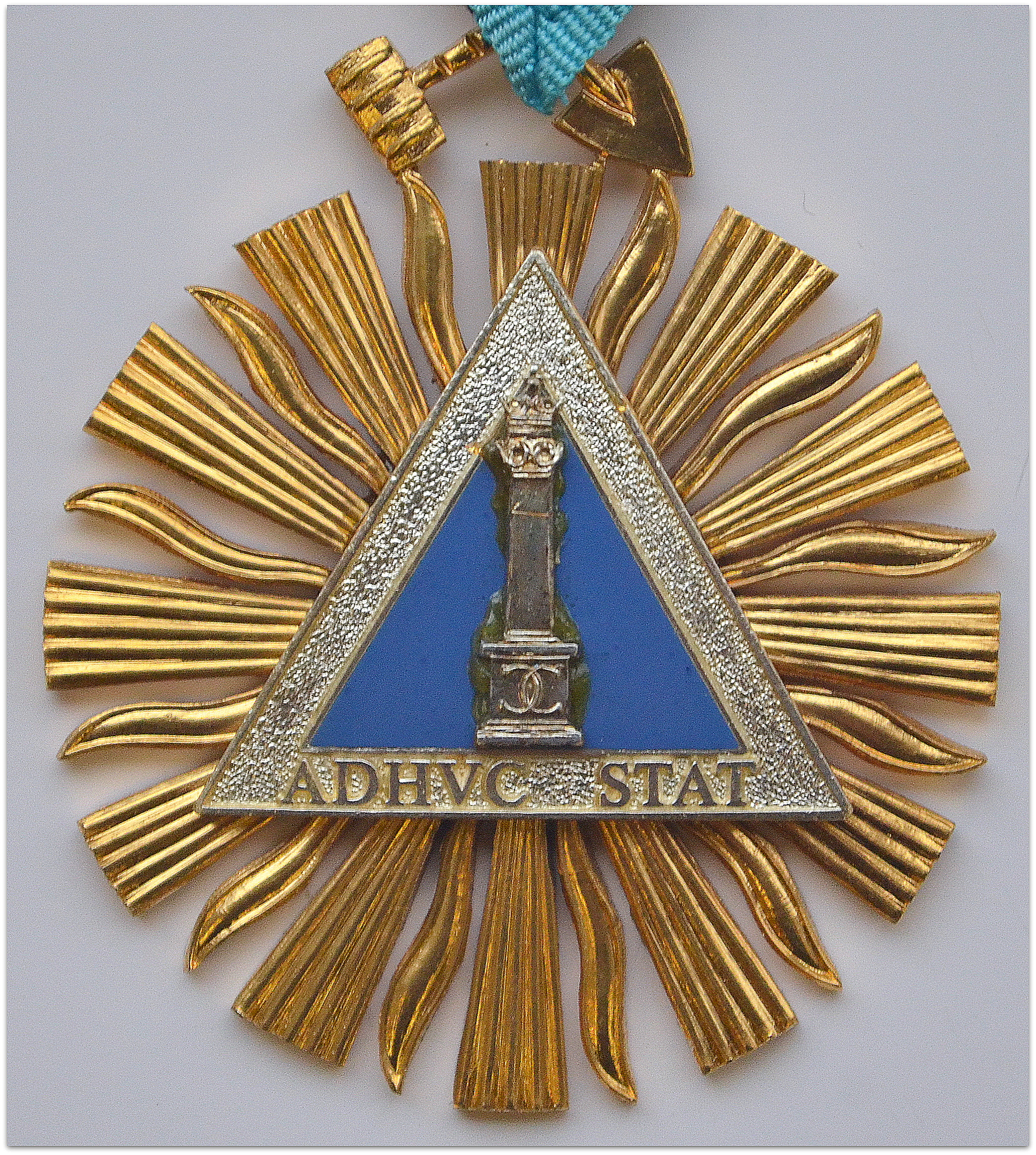
Carl zur gekrönten Säule, in Braunschweig
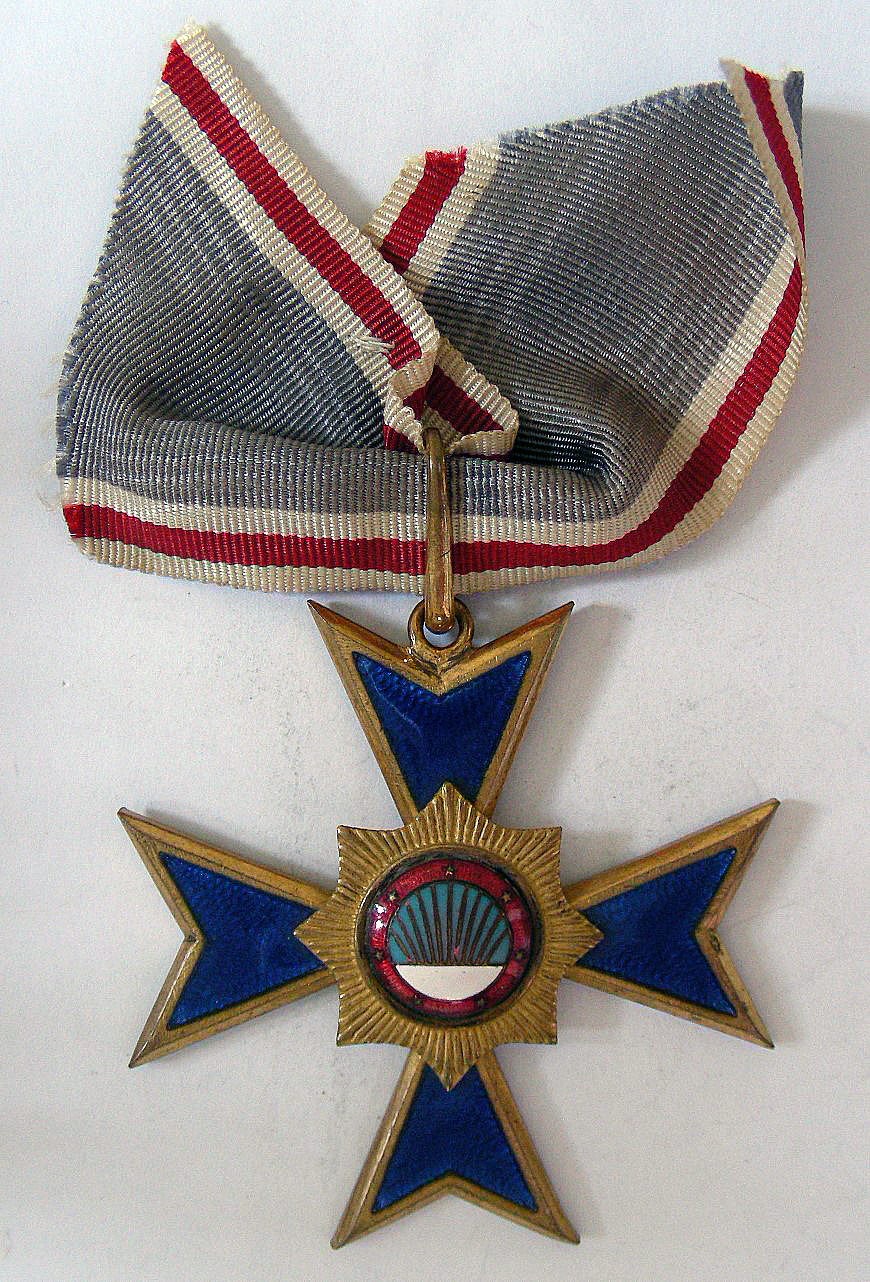
Zum großen Licht im Norden russischsprachige Loge, i.Or. Berlin

### Bijoux von Freimaurerlogen der Großen Landesloge der Freimaurer von Deutschland

Johannisloge Ditmarsia i.Or. Brunsbüttel
Johannisloge Stern am Solling i.Or. Holzminden
Johannisloge Balduin zur Linde i.Or. Leipzig.

### Bijoux von Freimaurerlogen der Großloge Zu den drei Weltkugeln

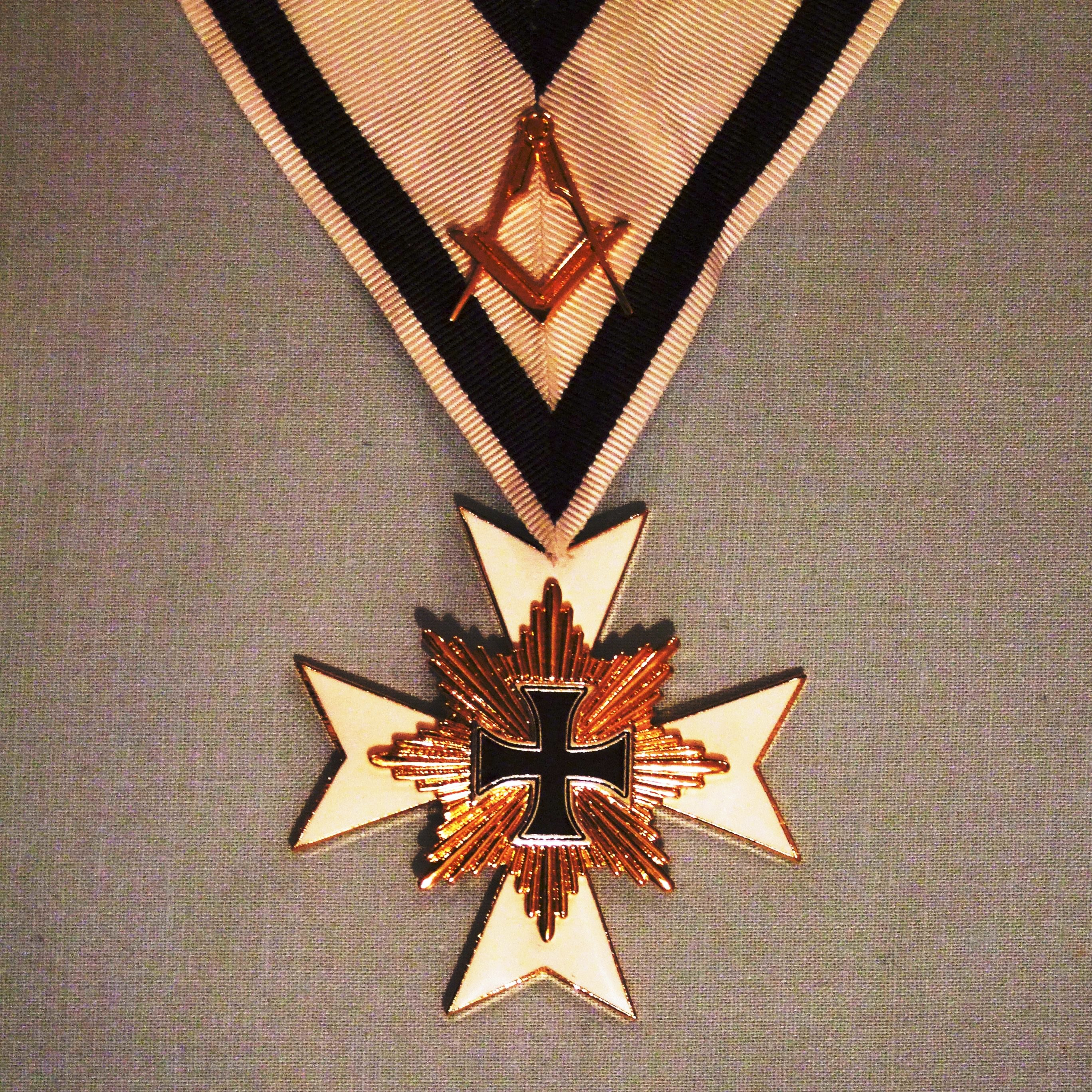
Feld- und Militärloge Henning von Tresckow i.Or. Berlin
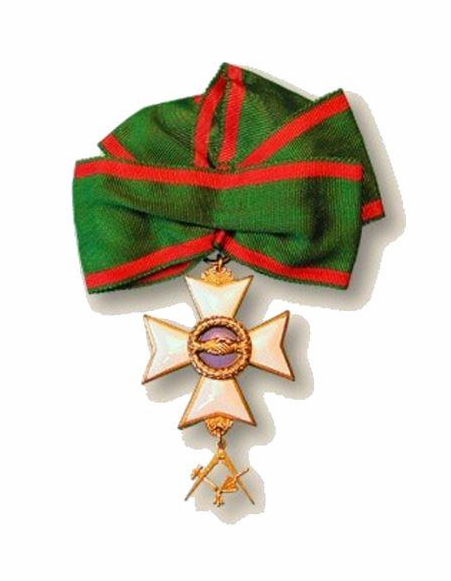
Johannisloge Zur Eintracht i.Or. Berlin
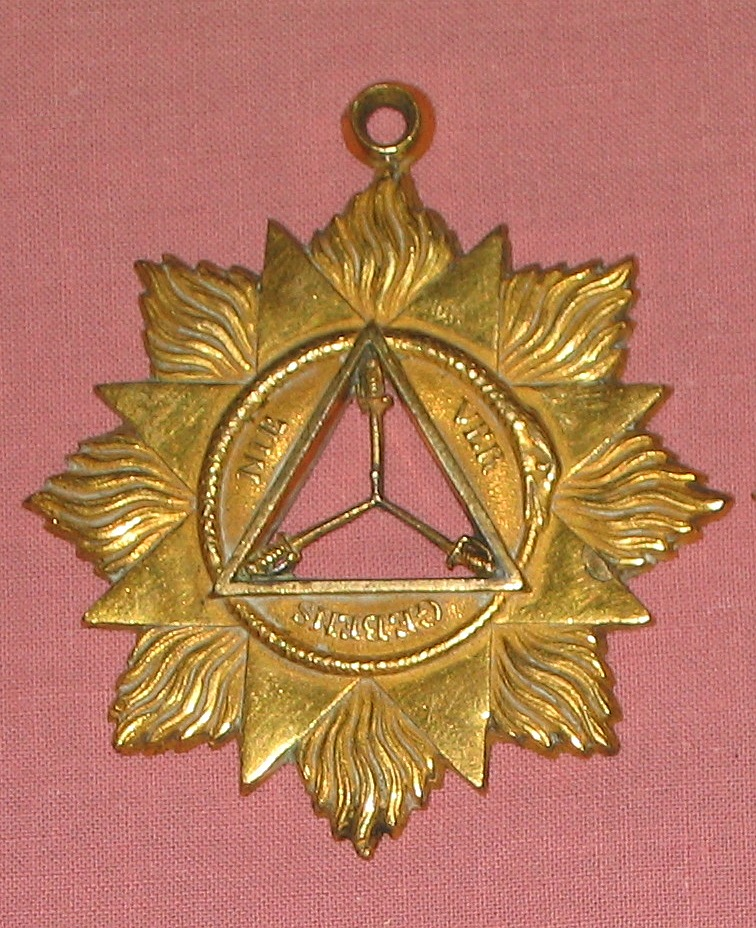
Johannisloge Zu den drei Degen i.Or. Halle (Saale)
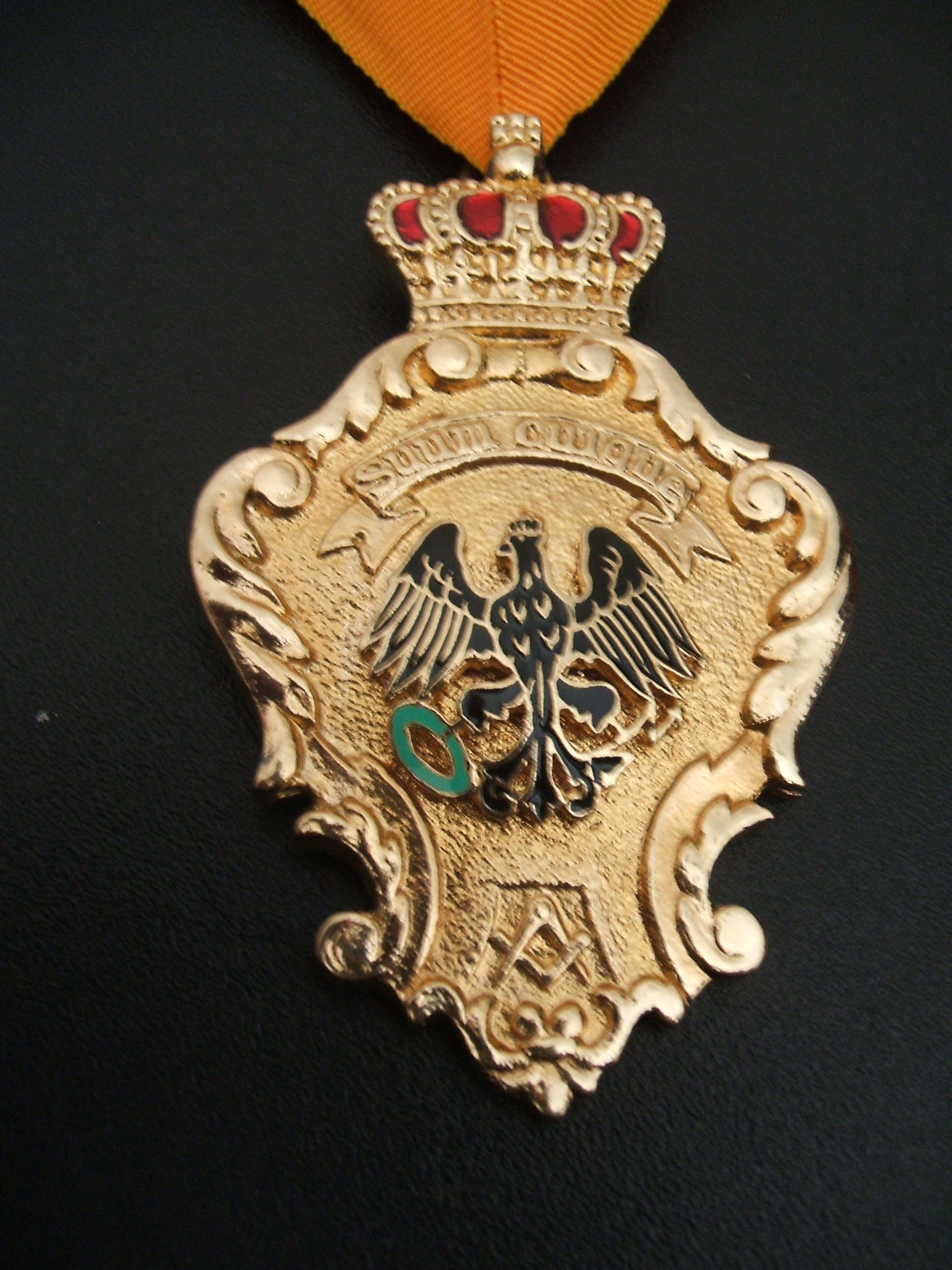
Johannisloge Zum schwarzen Adler i.Or. Berlin